# Chlorota rugans
Chlorota rugans är en skalbaggsart som beskrevs av Ohaus 1912. Chlorota rugans ingår i släktet Chlorota och familjen Rutelidae. Inga underarter finns listade i Catalogue of Life.